# Најмањи скаленски мишић
Најмањи скаленски мишић (лат. musculus scalenus minimus) је парни нестални мишић врата, који се издваја из предњег скаленскг мишића. Уколико је одсутан, уместо њега се налази фиброзна веза. Припаја се на попречном наставку шестог или седмог кичменог пршљена, а одатле се простире наниже до првог ребра и кубета плућне марамице.
Као и остали скаленски мишићи, инервисан је од стране предњих грана вратних живаца, а основна улога му је затезање и фиксирање плућне марамице за горњи отвор грудног коша.